# Tarjei Vesaas
Tarjei Vesaas (Vinje, Telemark, 20 de agosto de 1897 - 15 de marzo de 1970) fue un poeta y novelista noruego. Es considerado como uno de los escritores noruegos más importantes del siglo XX y quizás el más importante desde la Segunda Guerra Mundial. Su obra está dominada por los temas existenciales del Mal, del Absurdo, así como por la omnipresencia de la Naturaleza, que es caracterizada por una fuerte dimensión simbólica y onírica.

## Biografía
Vesaas pasó la mayor parte de su juventud en soledad, buscando comodidad y solaz en la naturaleza. Estuvo cargado por la culpa debido a su rechazo por hacerse cargo de la granja familiar y esta culpa impregna gran parte de su obra. La destrucción que presenció con la Primera Guerra Mundial le ocasionó una profunda impresión. 
Vesaas ingresó en la Volkshochschule de Voss, en el curso de los años 1917-1918, lo que estimula su atracción hacia la literatura. A su retorno a su región natal después de su servicio militar en 1919 en la capital donde descubrió el teatro, se pone a escribir pequeños artículos y poesías para los periódicos locales. Durante su tiempo libre compone una primera novela que será rechazada por el editor más importante en lengua neo-noruega. Este hecho lo afecta de tal forma que destruye el manuscrito quemándolo, pero al poco tiempo obtiene el primer premio de un concurso de poesía, situación que lo impulsa a seguir escribiendo. El segundo manuscrito rechazado fue una colección de poesías en prosa y no será sino hasta el cuarto intento, Menneskebonn, que su obra será editada, en el otoño de 1923.
Se casa con la escritora Halldis Moren Vesaas en 1934, fecha en la cual se instala en Midtbø, en una granja construida por su abuelo materno, cerca de la granja de sus padres. Tarjei Vesaas y Halldis Moren tuvieron dos hijos, Guri y Olav, y su vida transcurre sin sobresaltos particulares.

## Carrera literaria
Su autoría cubre casi 50 años, de 1923 a 1970. Escrito en nynorsk, su obra se caracteriza por su prosa simple, tersa y simbólica. Sus historias tratan a menudo sobre gente simple de pueblo que sufre un severo drama psicológico y que, según la crítica, son descritos con gran perspicacia psicológica. Comúnmente, se ocupa de temas tales como la muerte, la culpa, el angst y otras emociones humanas profundas y difíciles. El paisaje noruego es una característica frecuente en sus trabajos. 
Su primera publicación, en 1923, fue la novela Hijos de humanos (Menneskebonn), la cual le brinda acceso a fondos estatales para viajar y trabajar. Vesaas cruzó toda Europa en 1925, luego viajó nuevamente en 1927 gracias a estos fondos. De esta manera, se encontrará continuamente en las ciudades más importantes de Europa hasta su matrimonio con Halldis Moren en 1934. Ese mismo año, alcanzó su primer éxito literario con El gran ciclo (Det store spelet). Su manejo del idioma nynorsk, landsmål (lenguaje del campo), ha contribuido a su aceptación como un medio literario de clase mundial.
Sus obras más famosas son Is-slottet (El palacio de hielo), la historia de dos muchachas que construyen una relación profundamente fuerte que termina trágicamente, y Fuglane (Los pájaros), la historia de un adulto de mente infantil simple que por medio de su empatía e imaginación desempeña el rol de un vidente o escritor.
Vesaas recibió varios premios literarios, incluyendo el Gyldendal en 1943, el Premio de Literatura del Consejo Nórdico por su novela El palacio de hielo (1963) y el Premio de Venecia por Los vientos en 1953. Se le mencionó como candidato para el Premio Nobel de Literatura en tres ocasiones diferentes (1964, 1968 y 1969).

## Selección de obras
- Det store spelet (El gran ciclo, novela, 1934)
- Kvinnor ropar heim (novela, 1935, secuela de El gran ciclo)
- Kimen (La semilla, novela, 1940)
- Huset i mørkret (Casa en la oscuridad, novela, 1945)
- Vindane (Los vientos, cuentos, 1952)
- Løynde eldars land, Tierra de fuegos escondidos, poesía, 1953)
- Vårnatt (Noche de primavera, novela, 1954)
- Fuglane (Los pájaros, novela, 1957)
- Is-slottet (El palacio de hielo, novela, 1963)
- Bruene (Los puentes, novela, 1966)